# Murex fulvescens
Murex fulvescens är en snäckart som beskrevs av Sowerby 1834. Murex fulvescens ingår i släktet Murex och familjen purpursnäckor. Inga underarter finns listade i Catalogue of Life.